# Peter Koza
Peter Koza (* 3. červenec 1946) je svobodný šermířský mistr, kaskadér, považovaný za zakladatele historického šermu na Slovensku.

## Životopis
Vystudoval inženýrství na Slovenské technické univerzitě. Se sportovním šermem začal v oddíle TJ Lokomotiva Bratislava. Jeho mistrem byl krátce i Josef Benedik, spoluzakladatel československého sportovního šermu. Má za sebou více než 50 let šermu různých šermířských směrů a škol. Působil také i jako choreograf v SND, ale i v divadlech v Košicích, Nitře, Martině, Prešově a Českých Budějovicích.

## Publikační činnost
- Bambusový tanec s lewansom a Kris
- Boj na koni
- Deset Assal italské školy
- Francouzská škola
- Kata s naginatou
- Německá škola ve zkratce
- Ona (román)
- Šerm tesákem
- Italská škola – první díl
- Úvod do německé školy šermu